# Christian Zenker (Sänger)
Christian Zenker (* 17. Juni 1975 in Ansbach) ist ein deutscher Opern-, Konzert- und Liedsänger (Tenor) und Gesangsdozent.

## Musikalische Karriere
Erste musikalische Erfahrungen sammelte Zenker als Mitglied des renommierten Windsbacher Knabenchores. Das Studium an der Hochschule für Musik und Theater München bei Professoren wie Helmut Deutsch und Fenna Kügel-Seifried schloss er mit Auszeichnung ab.
Noch vor Beendigung seines Studiums engagierte ihn Brigitte Fassbaender an das Tiroler Landestheater, dessen Ensemble er von 2002 bis 2006 angehörte. 2006 wechselte er an das Landestheater Linz, das er im Kulturhauptstadtjahr 2009 verließ, um sich fortan seiner freiberuflichen Tätigkeit widmen zu können.
Christian Zenker gastierte u. a. bei den Opernfestspielen Schloss Rheinsberg, den Seefestspielen Mörbisch, den Händelfestspielen Halle, den Dresdner Musikfestspielen, den Haydn-Festspielen in Eisenstadt, den Brucknerfest in Linz, dem Beethovenfest in Bonn, den Europäischen Festwochen Passau, der Oper Bonn, der Oper Graz, den Stadttheatern in Gießen und Klagenfurt, dem Theater Krefeld/Mönchengladbach, an den Opernhäusern Nikosia und Limassol auf Zypern, dem Theater an der Wien und dem Bartok-Festival in Szombathely in Ungarn.
Sein Repertoire reicht von der Musik der Renaissance und des Barock über die großen lyrischen Partien von Mozart, Haydn und Rossini (die historisch fundierte Aufführungspraxis ist ihm hierbei ein besonderes Anliegen) bis hin zu Uraufführungen zeitgenössischer Kompositionen.
Neben seiner Tätigkeit als Opernsänger ist Zenker mittlerweile vor allem ein international gefragter Konzert- und Oratoriensänger. Er arbeitete mit Dirigenten wie Fabio Luisi, Dennis Russell Davies, Michi Gaigg, Philippe Herreweghe, Christoph Hammer, Michael Schneider, Andreas Spering, Roderich Kreile, Sascha Goetzel und mit Orchestern wie den Münchner Philharmonikern, der Dresdner Philharmonie, den Dresdner Kapellsolisten der sächsischen Staatskapelle Dresden, der Staatskapelle Halle, dem Beethoven-Orchester Bonn, dem Bruckner-Orchester Linz und namhaften Originalklang-Ensembles wie der Neuen Hofkapelle München, dem Hassler-Consort, dem Ensemble der Accademia delle Crete Senesi, La Banda und dem L`Orfeo Barockorchester.
Ein besonderes Augenmerk legt Christian Zenker auf die Gattung Liedgesang. Dabei beschäftigt er sich neben dem gängigen Liedrepertoire auch mit dem Schaffen zeitgenössischer Komponisten. So führten ihn Liederabende nach Österreich, Zypern und Deutschland. Partner am Flügel sind dabei Rudi Spring oder Nicholas Costantinou.
Christian Zenker ist seit der Spielzeit 2005/2006 Preisträger des Förderpreises der Theaterfreunde des Tiroler Landestheaters in der Kategorie Musiktheater.
Sein musikalisches Wirken ist durch zahlreiche Auftritte in Funk und Fernsehen dokumentiert, Aufnahmen sind erschienen bei Oehmsclassics, Challenge Records, Sony/BMG Arte Nova und Sony/dhm. Zuletzt erschienen unter seiner Mitwirkung beim Label Sony/dhm Bürgerkapitänsmusiken von Georg Philipp Telemann und Carl Philipp Emanuel Bach mit La Stagione Frankfurt unter der Leitung von Michael Schneider.
Seit fast Anfang der 2000er teilt Zenker sein fundiertes Wissen über Stimmphysiologie, Gesangstechnik und seine Erfahrungen aus seiner eigenen Bühnenkarriere mit weit über 400 Schüler, Studierenden und professionellen Sängern. Im Jahr 2019 wurde er zum Dozenten an der Hochschule für Musik und Darstellende Kunst Stuttgart berufen, wo er eine eigene Klasse betreut.
Die Schüler von Zenker können zahlreiche Erfolge vorweisen, darunter zahlreiche Teilnahmen und Platzierungen bis zum Bundeswettbewerb Jugend Musiziert, bestandene Aufnahmeprüfungen und erfolgreiche Konzerte. Seine Studierenden zeichnen sich durch fundierte Technik, musikalische Gestaltungsfähigkeit und intensive Bühnenpräsenz aus.
Zenker arbeitet eng mit Stiftungen wie der Hermine Klenz Stiftung und der Stefan-Doraszelski-Stiftung zusammen, um begabten Jugendlichen und jungen Erwachsenen, die den Beruf des Sängers anstreben, bestmögliche Unterstützung zu bieten. Darüber hinaus ist er Gastdozent an der Landesakademie für die musizierende Jugend in Ochsenhausen.
Zu den Stationen seiner pädagogischen Tätigkeit gehören unter anderem die Ulmer Spatzen und die Städtische Musikschule Giengen. Seit 2012 hat er dort kontinuierlich eine Gesangsklasse und drei Chöre aufgebaut, die derzeit insgesamt 80 Sänger umfassen. Konzertreisen führten die Ensembles nach Frankreich und Sizilien.

## Privates
Christian Zenker ist mit der Violinistin und Musikschulleiterin Marion Zenker seit 1998 liiert und seit 2004 verheiratet. Das Ehepaar hat zwei Söhne.

## Diskografie
- Johann Strauß: Wiener Blut, Seefestspiele Mörbisch, 2007. (OEHMS CLASSICS)
- Joseph Haydn: Die wüste Insel, 2010 mit L’Orfeo Barockorchester (SONY MUSIC)
- Georg Philipp Telemann: Orpheus, 2011 mit L’Orfeo Barockorchester (SONY MUSIC)
- Wolfgang Amadeus Mozart: Betulia Liberata, 2013 mit L’Orfeo Barockorchester (Challenge CLASSICS)
- G. Ph. Telemann und C. P. E. Bach: Bürgerkapitätnsmusiken, 2014, mit La Stagione Frankfurt (SONY MUSIC)
- Carl Rütti: Mysterium Montis, 2016 mit Oberwalliser Vokalensemble (Guild GmbH Switzerland)